# ویکتور میلز
ویکتور میلز (انگلیسی: Victor Mills؛ زاده ۲۸ مارس ۱۸۹۷ درگذشته ۱ نوامبر ۱۹۹۷) یک مهندس شیمی اهل آمریکا شاغل در شرکت پروکتر اند گمبل بود. عمدهٔ شهرت میلز به خاطر ساخت پوشک مدرن و نام تجاری پمپرز، بهبود تولید صابون Ivory و کیک Duncan Hines و ساخت مفهوم کلی پرینگلز است. در پروکتر اند گمبل او را به عنوان پربارترین فن‌شناس تاریخ شرکت می‌شناسند. در نتیجه هنگامی که شرکت یک جامعهٔ افتخاری برای مهندسانش تشکیل داد، آن را جامعه‌ٔ ویکتور میلز نامید.
میلز در میلفرد، نبراسکا در یک خانوادهٔ کشاورز، واعظ و قاطرران به دنیا آمد. او در دوران جنگ جهانی دوم در نیروی دریایی ایالات متحده آمریکا روی ناو یواس‌اس میزوری خدمت کرد.